# バクト!
『バクト!』は、海冬レイジによる日本のライトノベル。イラストはvanillaが担当している。富士見ヤングミステリー大賞・大賞受賞作。富士見ミステリー文庫（富士見書房）より2005年1月から2006年3月まで刊行された。

## ストーリー
伝説の賭博師“バクト”が残したギャンブラー垂涎の奥義書があった。2代目“バクト”国定博人はその奥義書『ダランベール黙示録』の所持者であるがゆえに敵も多い。
天才ギャンブラー高校生・国定兄弟が勝負に挑む異色のギャンブル・ミステリーが幕を開ける。
負ければ多額の借金と汚名。さらにその先に待ち受けるは死。未熟な女教師の音無素子の視点で語られる国定博人、その妹のありす、賭博師たちとのギャンブルの日々!!ギャンブラーとしての因縁が博人の道をはばむ。

## 登場人物
国定博人
初代バクト。伝説の賭博師。
国定博人　
作中ではヒロトと表記。上の博人の孫。二代目バクト。札幌北西高校三年生。
国定ありす
ヒロトの妹。札幌北西高校一年生。
音無素子
札幌北西高校の国語教師。ヒロトの手を借りる。
堂馬警部補
北海道警４課の刑事。
錦織鉄緒
札幌北西高校の国語教師。
白樫京
ヒロトの幼なじみ。
白樫雛
京の妹。ヒロトも一目置く博才の持ち主。
ブラザー
国定兄妹と白樫兄妹が幼い頃に世話になっていた。
乙和沙都子
作中では主にサトリと自称。
明神利彦
ガトと呼ばれる事が多い。
橘美雪
女性ディーラー。初代バクトに助けられた事がある。
橘美月
美雪の養子。本名は「みずき」。ヒロトが中学三年生の時の家庭教師。

## 用語
ダランベール黙示録
伝説の賭博師が残したギャンブラー垂涎の奥義書の名。

## 既刊一覧
- 海冬レイジ（著） / vanilla（イラスト）、富士見書房〈富士見ミステリー文庫〉、全7巻
  - 『バクト！』2005年1月8日発売、ISBN 4-8291-6286-4
  - 『バクト！II The Spoiler』2005年3月10日発売、ISBN 4-8291-6296-1
  - 『バクト！III The Fortuna』2005年5月10日発売、ISBN 4-8291-6302-X
  - 『バクト！IV The Revolver』2005年7月8日発売、ISBN 4-8291-6312-7
  - 『バクト！V The Ghost』2005年10月8日発売、ISBN 4-8291-6322-4
  - 『バクト！VI The Hustler』2005年12月10日発売、ISBN 4-8291-6333-X
  - 『バクト！VII The Gambler』2006年3月10日発売、ISBN 4-8291-6347-X